# Lijst van afleveringen van Jonas L.A.
Jonas L.A. is een Amerikaanse televisieserie van Walt Disney, die op 2 mei 2009 van start ging. In het eerste seizoen heette de serie Jonas, in het tweede seizoen werd de titel veranderd in Jonas LA.

## Seizoen 1: 2009-2010
- Kevin Jonas, Joe Jonas, Nick Jonas en Chelsea Staub verschijnen in alle afleveringen.
- John Ducey is afwezig voor twee afleveringen.
- Nicole Anderson is afwezig voor vier afleveringen.

| Nr. | Titel                               | Uitzenddatum VS   | Uitzenddatum NL/BE |
| --- | ----------------------------------- | ----------------- | ------------------ |
| 1   | "Wrong Song"                        | 2 mei 2009        | oktober 2009       |
| 2   | "Groovy Movies"                     | 9 mei 2009        | oktober 2009       |
| 3   | "Pizza Girl"                        | 16 mei 2009       | oktober 2009       |
| 4   | "Keeping It Real"                   | 17 mei 2009       | oktober 2009       |
| 5   | "Band's Best Friend"                | 7 juni 2009       | oktober 2009       |
| 6   | "Chasing the Dream"                 | 14 juni 2009      | oktober 2009       |
| 7   | "Fashion Victim"                    | 21 juni 2009      | oktober 2009       |
| 8   | "That Ding You Do"                  | 28 juni 2009      | oktober 2009       |
| 9   | "Complete Repeat"                   | 5 juli 2009       | oktober 2009       |
| 10  | "Love Sick"                         | 2 augustus 2009   | oktober 2009       |
| 11  | "The Three Musketeers"              | 9 augustus 2009   | oktober 2009       |
| 12  | "Frantic Romantic"                  | 16 augustus       | oktober 2009       |
| 13  | "Detention"                         | 23 augustus 2009  | oktober 2009       |
| 14  | "Karaoke Surprise"                  | 6 september 2009  | oktober 2009       |
| 15  | "Home Not Alone"                    | 20 september 2009 | oktober 2009       |
| 16  | "Forgetting Stella's Birthday"      | 27 september 2009 | november 2009      |
| 17  | "The Tale of the Haunted Firehouse" | 11 oktober 2009   | november 2009      |
| 18  | "Double Date"                       | 8 november 2009   | december 2009      |
| 19  | "Cold Shoulder"                     | 6 december 2009   | januari 2010       |
| 20  | "Beauty and the Beat"               | 24 januari 2010   | februari 2010      |
| 21  | "Exam Jam"                          | 14 maart 2010     | mei 2010           |

## Seizoen 2: 2010-2011
- Kevin Jonas, Joe Jonas, Nick Jonas and Chelsea Staub verschijnen in alle afleveringen.
- Nicole Anderson is afwezig voor één aflevering.
- John Ducey behoort niet meer tot de cast, hij komt enkel terug in één aflevering als gastpersonage.

| Nr.     | Titel                   | Uitzenddatum VS   | Uitzenddatum NL/BE |
| ------- | ----------------------- | ----------------- | ------------------ |
| 22 (1)  | "House Party"           | 20 juni 2010      | 27 augustus 2010   |
| 23 (2)  | "Back to the Beach"     | 27 juni 2010      | 3 september 2010   |
| 24 (3)  | "Date Expectations"     | 2 juli 2010       | 10 september 2010  |
| 25 (4)  | "And... Action"         | 11 juli 2010      | 17 september 2010  |
| 26 (5)  | "America's Sweethearts" | 25 juli 2010      | 8 oktober 2010     |
| 27 (6)  | "The Secret"            | 1 augustus 2010   | 15 oktober 2010    |
| 28 (7)  | "A Wasabi Story"        | 8 augustus 2010   | 22 oktober 2010    |
| 29 (8)  | "Up in the Air"         | 15 augustus 2010  | 29 oktober 2010    |
| 30 (9)  | "Direct to Video"       | 22 augustus 2010  | 5 november 2010    |
| 31 (10) | "The Flirt Locker"      | 29 augustus 2010  | 12 november 2010   |
| 32 (11) | "Boat Trip"             | 12 september      | 19 november 2010   |
| 33 (12) | "On the Radio"          | 26 september 2010 | 26 november 2010   |
| 34 (13) | "Band of Brothers"      | 3 oktober 2010    | 3 december 2010    |